# ナキールタワー
ナキールタワー（英語 : Nakheel Tower, アラビア語 : برج النخيل ブルジンナヒール）は、アラブ首長国連邦のドバイに建設される予定だったハイパービルディング。ドバイ・ショックにより同社が経営危機に陥ったことで、2009年12月に建設が中止された。名称はドバイの不動産デベロッパーであるナキールに因んでおり、当初は単に「塔」を表す「アル・ブルジュ」（アラビア語： البرج, 英語：Al Burj）と呼ばれていた。

## 概要
2003年、ナキールは世界最大の人工島であるパーム・ジュメイラの中心にザ・ピナクル（The Pinnacle）と呼ばれる尖塔の建設を計画した。ところが、その場所はトランプ・オーガナイゼーションによるトランプ・インターナショナル・ホテル・アンド・タワー（Trump International Hotel and Tower）計画に置き換えられ、ナキールタワーの計画はドバイウォーターフロントに移転した。ドバイウォーターフロントの整地・干拓事業が進むなか、すぐそばにアール・マクトゥーム国際空港の建設計画が持ち上がり、航空機との衝突を避けるため近隣には高層ビルを建設できなくなり、ナキールタワー計画はドバイマリーナのジュメイラ・レイク・タワーズとイブン・バトゥータ・モールの間に再移転した。
2008年に基礎工事が開始されたが、2009年1月、ナキールは原油価格の低迷により工事を1年間中断すると発表した。その後、工事再開は早くても2010年6月になると発表され、同年11月にはナキールを傘下に置く政府系持株会社ドバイ・ワールドの債務返済繰り延べ要請に端を発するドバイ・ショックによりナキールは経営危機に陥り、建設工事が再開されることなく建設中止となる。

## 高さ
当初の設計では、少なくとも700m以上の高さと160階以上の階数を持つ超高層ビルとして計画された。その後1,600mの高さを持つハイパービルディング（超々高層ビル）を建設する計画に変更され、同じくドバイで建設中だったブルジュ・ハリファの828mを大幅に上回るビッグプロジェクトとなった。その後2007年3月に高さ1,200m、2008年6月20日に1,500mへと変更された。